# Giuseppe Patania
Giuseppe Patania (ur. 18 stycznia 1780 w Palermo, zm. 23 lutego 1852 tamże) – włoski malarz klasycystyczny.
Syn Giacinto, cukiernika i krawca oraz Giuseppy D'Anna, malarstwa uczył się w pracowni Giuseppe Velasco, jednak naukę przerwał w 1795 r. Patania następnie kontynuował naukę jako samouk, uczęszczając od czasu do czasu na lekcje w Akademii Nago w Palermo. Jego najstarszy sygnowany obraz to portret Giovanniego Meli 1803 r. Ozdobił malowidłami Palazzina Cinese i Palazzo dei Normanni w Palermo (1807-15).
W 1821 r. Patania otrzymał od Agostino Gallo zamówienie na cykl portretów wybitnych Sycylijczyków. W latach dwudziestych XIX wieku zamówienia na portrety i prace historyczne przeplatały się z zamówieniami na obrazy sakralne: na przykład portret markiza Pietro Ugo delle Favare i Męczeństwo św. Placyda. Z lat trzydziestych pochodzą m.in.: portret królowej Marii Krystyny Sycylijskiej z 1833 r. i portret generała Giovana Battisty Fardelli. W latach czterdziestych nadal realizował liczne zamówienia na portrety i obrazy ołtarzowe.